# スヴェンスクフーセットの悲劇
座標: 北緯78度28分43.3秒 東経15度41分47.3秒 / 北緯78.478694度 東経15.696472度
スヴェンスクフーセットの悲劇（スヴェンスクフーセットのひげき）は、1872年から1873年の冬にスヴァールバル諸島のスピッツベルゲン島において、一軒家で17人の男性が死亡した事件である。死因は長らく壊血病と考えられてきたが、2008年に行われた調査により鉛中毒によると明らかになった。現在、事件があった建物は文化遺産として保存されている。

## 悲劇
スヴェンスクフーセット（Svenskhuset（ノルウェー語）「スウェーデン人の家」の意）はスピッツベルゲン島最古の小屋である。この小屋はスウェーデン人によってスヴァールバル諸島の厳冬期に悪天候をしのぐため建てられ、場所は現在の島内で最大の町ロングイェールビーンからIsfjordenというフィヨルドを挟んだ Thordsen 岬である。
アザラシ猟師のノルウェー人グループがスピッツベルゲン島に足止めされたのは、1872年の秋のことである。グループはこの地域を探査中のスウェーデン系フィンランド人の探検家アドルフ・エリク・ノルデンショルドに相談に行くが、ノルデンシェルド達は猟師全員にいきわたる量の物資を持ち合わせておらず、スヴェンスクフーセットになら備蓄があると伝えた。そこで食料と燃料と装備品を取ってこようと、グループから数名を現地に送ることになった。独身の17名が選ばれると1872年10月14日、スヴェンスクフーセットを目指して手漕ぎボートで出発、350㎞先の目的地に7日かけて到達した。残された他のノルウェー人たちの多くは氷が融けたのちにボートで脱出に成功。現地には2名が残ったが翌1873年春に壊血病により死亡し、ノルデンショルドにより埋葬された。
翌73年夏、岬に取り残された猟師たちを救出しに、フリッツ・マック (Fritz Mack) の先導するノルウェー船がトロムソを出港した。スヴェンスクフーセットの小屋に着いた救出隊は、タープに包まれた遺体5体を戸外で発見する。内側から施錠された小屋のドアには、入室禁止の張り紙が貼ってあった。中に入ると椅子やベッド、床の上と、室内のあちこちに遺体があった。この救出では総勢17人のうち、納棺して埋葬した遺体は合わせて15体である。残り2体は数年後の調査団によって発見された。猟師の一人、カール・アルベルトセン (Karl Albertsen) は小屋の滞在中に日記をつけており、最初にハンス・ハンセン (Hans Hansen) という名の男が11月に亡くなり、クリスマスまでに小屋にいた全員が体調を崩したと記してあった。日記の最後の記録は4月19日であり、アルベルトセンは最後から2番目に亡くなったと推察された。

## 2008年の調査

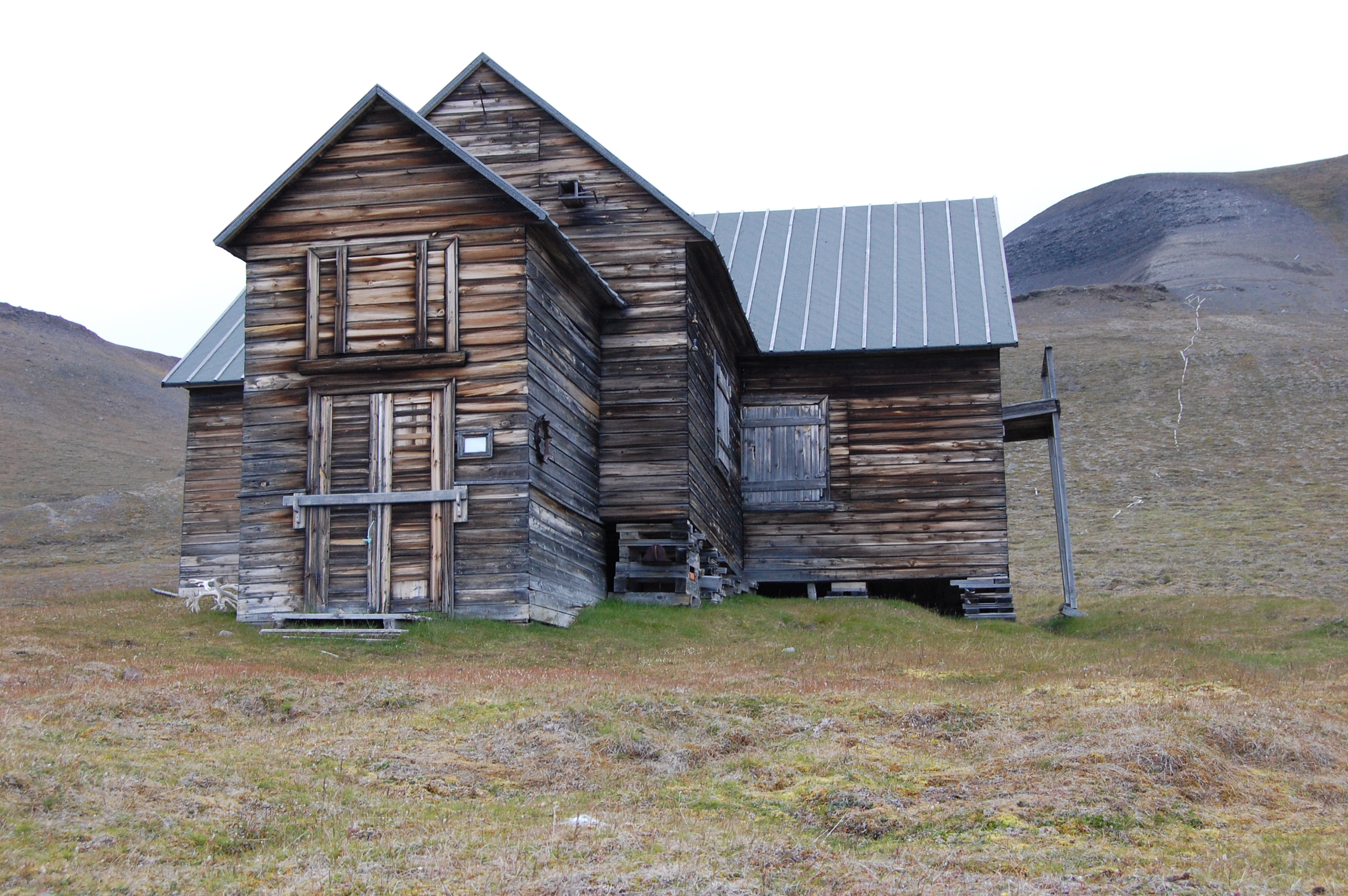
スピッツベルゲン島、スヴェンスクフーセット（2010）

大量の食料や燃料が残っていたため、犠牲者が餓死や凍死したとは考えにくかった。死因は極地で発症例の多い壊血病と考えられ、無知や不注意のせいで犠牲者は命を落としたと長らく批判されてきた。しかしながら死因を壊血病とすると、複数の史料と辻褄が合わないのである。まず全員、発病時期が同時期と見られ壊血病には該当しにくいこと、また日記の記述から一同が壊血病の危険性をよく理解し、予防法も認識していたことがある。その他の死因説として結核やボツリヌス症が想定された。 
その後2007年に医学者ウルフ・アアセボー (Ulf Aasebø) と歴史家シェル・シャール (Kjell Kjær) が死因の特定を目的として犠牲者の墓の発掘許可を申請する。両者は猟師たちの死因について、壊血病ではなく実際は鉛中毒ではないかという疑念を抱いていた。19世紀の食品用缶詰に使われたブリキには最大15パーセントもの鉛が含まれていたからである。1度目の申請はノルウェー文化遺産局Riksantikvaren（ノルウェー語）に却下されたが、科学的意義と研究方法をより精緻に示し再申請の結果、2008年7月に許可がおりた。
調査者のグループはThordsen岬に8月7日から9日にかけて滞在した。まだ棺が原形をとどめ凍ったままの遺体もあり、それ以上、損壊しないように配慮された。アアセボー博士によると遺体は骨格ではなく組織まで保存されており、許可の規定はもとより、何よりも倫理規定に従って組織標本の採集は考えなかったという。標本は他の浅い比翼塚に埋葬された2体の骨格から採集し、分析の結果、調査者の仮説のとおり鉛の含有量は非常に高かったのである。さらに食料を保存したブリキ缶内部には「大量の鉛が氷柱のように析出」していた。この調査によって犠牲者一同の怠慢という疑いはほぼ払拭された。シャール曰く、科学的調査により、死後に名誉回復を果たしたのである。